# 三五美奈子
三五美奈子（日语：／ Sango Minako，1971年6月11日—），日本女性配音員、旁白。出身於神奈川縣橫濱市，成長於東京都。身高157cm。O型血。
代表作有，動畫《下級生》（南里愛）和《雙戀》（桃井舞）。

## 經歷
東京廣播學院畢業。加入myu corporation並演出電視劇等。
聲優部門成立後，於1996年以OVA《轉學生》的女主角和主題歌作為配音員出道。
在ATELIER PEACH、TOGO Production工作後，現在是自由身。
學習教材和綜藝節目的常駐旁白。她還在現場活動中表演並製作原創CD。近年來，她也擔任聲樂訓練講師，並從2019年開始舉辦研討會。從2020年開始，線上研討會將在「33-ONLINE-」舉辦。

## 演出
粗體字表示主要角色。

### 電視動畫
- 下級生（1999年，南里愛）
- 天使的尾巴Chu！（2003年，立川遙）
- W ～Wish～（2004年，鈴木貴子）
- 雙戀（2004年，桃衣舞）
- 雙戀 Alternative（2005年，桃衣舞）

### OVA
- 轉學生（日语：転校生 (アニメ)）（1996年，綾瀨葵）[注 2]
- élf版 下級生 只凝視著你…（1997年，南里愛）
- 來自KISS…（日语：KISSより…）（1999年，早坂未來）[注 3]
- Endless Serenade（日语：エンドレスセレナーデ）（2000年，觀音皐[3]）[注 4]
- Steady×Study（日语：ステディ×スタディ）（2004年，上原芽衣）

### 遊戲
1997年
- 下級生（南里愛）

1999年
- 來自KISS…（日语：KISSより…）（早坂未來）
- 你的感受、我的心中（松岡艾蜜莉）
- 有限公司地球防衛隊（日语：有限会社地球防衛隊）（橋口遥香）
- 小魔女帕妃 ～黑貓招牌的魔法店～（芙蘿蕾·米爾菲亞）
- 小魔女蕾妮特 ～天鵝淚狂想曲～（芙蘿蕾·米爾菲亞）

2000年
- 特勤機甲隊4（艾倫·斯塔米茲、南希·沃爾科特）
- 魔法花園芙蘿蕾（芙蘿蕾·米爾菲亞）
- 可可特的心跳QUIZ大作戰（芙蘿蕾·米爾菲亞）
- 真心的回憶 ～小魔女帕妃2～（芙蘿蕾·米爾菲亞）
- 麻將幼兒園鷄蛋組2（旁白）

2001年
- 艾米莉亞（日语：眠れる森のお姫さま）（梅琳）
- 歡迎回家！ ～夕凪色的戀愛物語～（日语：おかえりっ!〜夕凪色の恋物語〜）（姬神摩耶）
- Missing Blue（日语：Missing Blue）（瀨渡菜緒）

2002年
- 淪為回憶的妳 ～Memories Off～（配角）
- 寫真天蠶變S3（NO-002 步美、NO-008 春）

2003年
- LOVERS ～墜入愛河後…～（日语：ラブ・エスカレーター）（山本範子）
- 天使的尾巴（立川遙）

2004年
- Steady×Study（日语：ステディ×スタディ）（上原芽衣）
- 雙戀系列（2004年—2005年，桃衣舞）3作品[系列 1]

2006年
- 機甲蘿莉（若林少校）

2014年
- （犬威）

### 廣播劇CD
- 天使的羽毛與惡魔的尾巴（日语：てんしのはねとアクマのシッポ）（哈尼爾）
- élf版 下級生 Radio Avenue（1998年，南里愛）
- LOVERS ～墜入愛河後…～（日语：ラブ・エスカレーター）（2002年，山本範子）
- 凡爾賽玫瑰 -無法忘記的人奧斯卡-（2003年，羅莎莉·拉·蒙麗（日语：ロザリー・ラ・モリエール））
- PS2遊戲《雙戀》廣播劇專輯 twinkle bright（2005年，桃衣舞）
- 東京偵探公主 ～殘光劍士·沖田總司～（2009年，藤宮千登勢）

### 旁白
- DVD

### 電視劇
- 親愛一家人（日语：天までとどけ） 5—6（1996年—1997年）—飾 角田文美江

### 電視節目
- MEGASTORE美少女遊戲電視！（日语：メガストア）（1998年，Kids Station）

## 音樂作品
| 枚數 | 發行日期 | 單曲名稱（日文原名） | 規格編號 |
| ---- | -------- | -------------------- | -------- |
| 1st  |          |                      | MS-001   |

| 枚數 | 發行日期       | 專輯名稱（日文原名） | 規格編號 | 備註                        |
| ---- | -------------- | -------------------- | -------- | --------------------------- |
| 1st  | 2016年12月29日 | Period               |          | 4首新歌，全由三五美奈子作詞 |

### 角色歌曲
| 發行日期 | 商品名稱                          | 歌 | 樂曲                                     | 備註                                                  |
| 1997年   | 1997年                            | 1997年 | 1997年                                   | 1997年                                                |
| -------- | --------------------------------- | --- | ---------------------------------------- | ----------------------------------------------------- |
| 5月24日  |                                   | 綾瀬葵（三五美奈子） | 「」                                     | OVA《轉學生》片尾主題曲                               |
| 9月26日  | élf版 下級生迷你專輯 說喜歡的話…  | 南里愛（三五美奈子） | 「」                                     | OVA《élf版 下級生 只凝視著你…》相關歌曲               |
| 1998年   |                                   | |                                          |                                                       |
| 1月23日  | élf版 下級生 ～Melody～           | 南里愛（三五美奈子） | 「」                                     | OVA《élf版 下級生 只凝視著你…》相關歌曲               |
| 1999年   |                                   | |                                          |                                                       |
| 6月2日   | 來自KISS…                         | 靜木亞美、江幡育子、三五美奈子、渡邉優子、悠羽、森野小鳥、田島雅美 | 「」                                     | OVA《來自KISS…》形象歌曲                              |
| 6月17日  | 有限公司地球防衛隊                | ？ | 「？」                                   |                                                       |
| 2000年   |                                   | |                                          |                                                       |
| 9月28日  | Parfait Song Collection           | 芙蘿蕾·米爾菲亞（三五美奈子） | 「」                                     | 遊戲                                                  |
| 2002年   |                                   | |                                          |                                                       |
| 11月21日 | LOVERS featuring 山本範子         | 山本範子（三五美奈子） | 「」 「」                                | 遊戲《LOVERS ～墜入愛河後…～》相關歌曲                |
| 2004年   |                                   | |                                          |                                                       |
| 9月23日  | 甘辛日夜 ～Ama-Kara Night&Day～   | 櫻月綺羅（伊月唯）、櫻月由羅（綱掛裕美）、一條薰子（堀江由衣）、一條菫子（小清水亞美）、白鐘沙羅（水橋香織）、白鐘雙樹（門脇舞）、雛菊露露（長谷川靜香）、雛菊拉拉（落合祐里香）、千草初（吉住梢）、千草戀（桑谷夏子）、桃衣愛（高橋智秋）、桃衣舞（三五美奈子） | 「甘辛日夜 ～Ama-Kara Night&Day～」 「」 | 電視動畫《雙戀》形象歌曲                              |
| 11月3日  | 雙戀 角色歌曲系列 EXTRA 桃衣愛&舞 | 桃衣愛（高橋智秋）、桃衣舞（三五美奈子） | 「」 「」                                | 遊戲《雙戀》相關歌曲                                  |
| 12月22日 | FU·WA·RI 告白！                   | 櫻月綺羅（伊月唯）、櫻月由羅（綱掛裕美）、一條薰子（堀江由衣）、一條菫子（小清水亞美）、白鐘沙羅（水橋香織）、白鐘雙樹（門脇舞）、雛菊露露（長谷川靜香）、雛菊拉拉（落合祐里香）、千草初（吉住梢）、千草戀（桑谷夏子）、桃衣愛（高橋智秋）、桃衣舞（三五美奈子） | 「FU·WA·RI 告白！」                      | 遊戲《雙戀》片頭主題曲                                |
| 12月22日 | FU·WA·RI 告白！                   | 櫻月綺羅（伊月唯）、櫻月由羅（綱掛裕美）、一條薰子（堀江由衣）、一條菫子（小清水亞美）、白鐘沙羅（水橋香織）、白鐘雙樹（門脇舞）、雛菊露露（長谷川靜香）、雛菊拉拉（落合祐里香）、千草初（吉住梢）、千草戀（桑谷夏子）、桃衣愛（高橋智秋）、桃衣舞（三五美奈子） | 「」                                     | 遊戲《雙戀》相關歌曲                                  |
| 2005年   |                                   | |                                          |                                                       |
| 7月6日   | 模擬戀愛小偷                      | 櫻月綺羅（伊月唯）、櫻月由羅（綱掛裕美）、一條薰子（堀江由衣）、一條菫子（小清水亞美）、白鐘沙羅（水橋香織）、白鐘雙樹（門脇舞）、雛菊露露（長谷川靜香）、雛菊拉拉（落合祐里香）、千草初（吉住梢）、千草戀（桑谷夏子）、桃衣愛（高橋智秋）、桃衣舞（三五美奈子） | 「」                                     | 遊戲《雙戀 Alternative 戀愛、少女與機關槍》片頭主題曲 |
| 2013年   |                                   | |                                          |                                                       |
| 6月2日   | 「」主題歌曲CD                    | | 「」 「」                                |                                                       |

### LIVE影像
- 雙戀 LIVE ～Valentine Panic～（日语：双恋のディスコグラフィ#ライブ・ビデオ）（2005年6月22日）

## 腳註

## 外部連結
- 三五美奈子 OFFICIAL SITE （页面存档备份，存于） （日語）—三五美奈子的官方個人網站。
- 三五美奈子的X（前Twitter） （日語）
- 虹色珊瑚礁☆別館 （页面存档备份，存于） （日語）—三五美奈子的官方個人部落格。
  - 虹色珊瑚礁☆別館，存于 （日語）—（舊）三五美奈子的官方個人部落格。
- YouTube上的虹色珊瑚礁頻道 （日語）
- 三五美奈子（33-ONLINE-） （页面存档备份，存于） （日語）